# Tatry Wschodnie

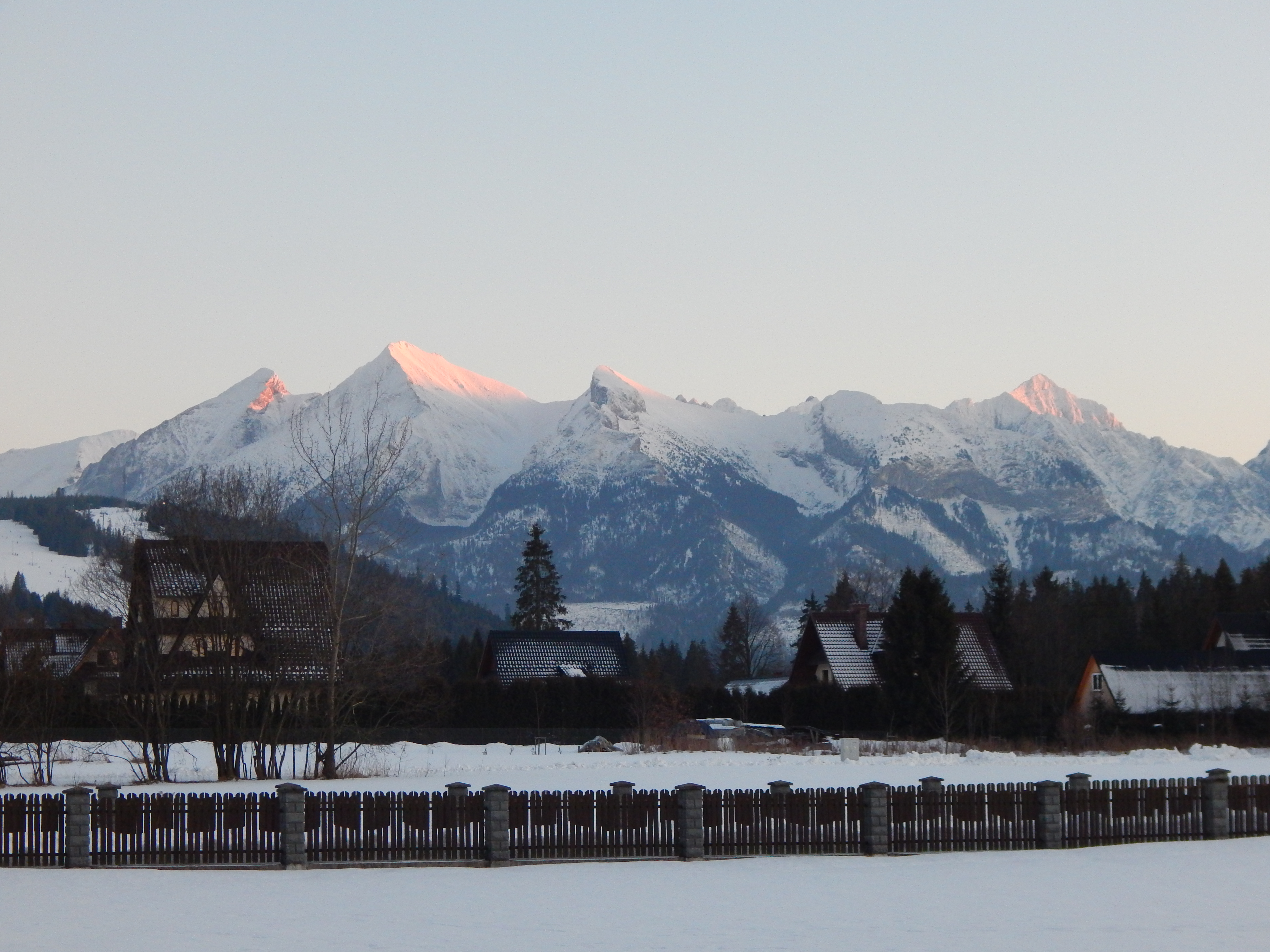
Tatry Bielskie i Lodowy Szczyt widziane z Jurgowa

Tatry Wschodnie (514.53, słow. Východné Tatry) – jedno z trzech pasm górskich Łańcucha Tatrzańskiego, będące wschodnią częścią Tatr. Znajduje się w Polsce i na Słowacji, od Tatr Zachodnich oddzielone przełęczą Liliowe. Tutaj znajduje się najwyższy szczyt Tatr i całych Karpat – Gerlach (2655 m n.p.m.) oraz najwyższy szczyt Polski Rysy (2499 m n.p.m.). Tatry Wschodnie dzieli się z kolei na 2 części:
- Tatry Wysokie – od przełęczy Liliowe po Przełęcz pod Kopą,
- Tatry Bielskie – ustawione poprzecznie do grani głównej Tatr Wysokich i oddzielone od nich Przełęczą pod Kopą.